# تأثير القرد رقم مئة

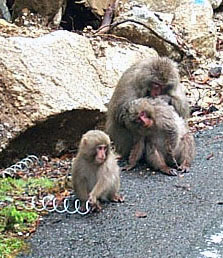

تأثير القرد رقم مئة، هي ظاهرة تفترض أنّ الأفكار أو السلوكيّات تنتشر بسرعة من مجموعة واحدة تتبناها، إلى سائر المجموعات من نفس النوع، شرط أن يصل عدد أفراد هذه المجموعة إلى حدٍ معيّن، حيث تدعى بالكتلة الحرجة.
وبالتعميم، فهذا يعني أن الأفكار أو السلوكيات التي تتبناها الكتلة الحرجة (جزء قليل من مجموع السكّان) عن طريق التعليم مثلًا، تنتشر بشكل سريع للغاية إلى الآخرين بواسطة عمليّة لم يستطع العلم الاكتشاف عنها حاليًا.
بدأت القصة مع لورانس بلير، وليال واتسون، منذ منتصف 1970 وحتى أواخره، إذّ ادعوا بأنّ هذه الظاهرة تمّ رصدها من قبل علماء يابانيين. ذاعت القصّة وانتشرت إلى حدٍ كبير، وكان لاستشهاد الكتّاب والأساتذة الجامعيين بها الدور الرئيس في ذلك.

## إنتشار الفرضية
قصة تأثير القرد رقم مئة نُشرت في (مقدمة ليال واتسون) على نهج رؤية (لورانس بلير) في عام 1975، وانتشرت مع ظهور كتاب واتسون 1979 المعنون ب «تيار الحياة»
الفرضية تحدّثت عن علماء مجهولين كانوا يقومون بدراسة القرود المكاك في جزيرة كوشيما اليابانية في 1953.
يزعم هؤلاء العلماء ملاحظتهم أنّ بعض القرود تعلّمت غسل البطاطا الحلوة، وهذا التصرف الجديد بدأ بالانتشار التدريجيّ ضمن الأجيال الشابة من القرود، عن طريق الملاحظة والتقليد.
زعم واتسون بعد ذلك أنّ الباحثين لاحظوا انتشار هذا التصرف المكتسب بشكل سريع للغاية عبر المياه إلى القرود على الجزر القريبة، وذلك بعد الوصول إلى الكتلة الحرجة من القردة (المرمّز لها بالقرد رقم مئة).
لقيت هذه القصة رواجًا واسعًا بعد تأليف كين كييس لكتابه (القرد رقم مئة) حول الآثار المدمرة للحرب النووية على كوكب الأرض، حيث قدّم قصة تأثير القرد المئة باعتبارها حكاية رمزية ملهمة، لتطبيقها على المجتمع البشريّ وإحداث التغيير الإيجابيّ.
ومنذ ذلك الحين، أصبحت القصة مقبولة على نطاق واسع على أنها حقيقة.

## البحث الأصلي
في عام 1985 أعادت إلين ميرز فحص البحث الأصلي المنشور. إذ وجدت أنه في جزءه الثاني والخامس والسادس غير كافٍ لدعم قصة واتسون. باختصار فهي تشك أصلاً بوجود ظاهرة القرد رقم مئة.
المقالات المنشورة تصف كيف أنّ سلوك غسيل البطاطا الحلوة انتشر تدريجيًا خلال جماعة القردة وأصبح جزء من مجموعة السلوكات المُتعلّمَة للقردة الشابة، ولكن ماير لا توافق على أنّ المقالات تقدّم دليلًا لوجود الرقم الحرج أو الكتلة الحرجة التي عندها تبدأ الفكرة فجأةً بالانتشار لجزر أخرى.
شاعت القصة كما رُويت عن واتسون وماير بين كُتّاب العصر الحديث ومعلمو التنمية الشخصية وقد أصحبت أسطورة حديثة وجزءًا من ميثولوجيا (أساطير) العصر الحديث. استشهد روبرت شيلدريك أيضًا بأنّ ظاهرة تأثير المائة قرد ربما تكون دليلًا على الحقول النحاسية وتحقّق تأثيرات واسعة وغير محليّة في الوعي والتعليم. وكنتيجة، أصبحت القصة أيضًا هدفًا للجنة «التحقيق العلميّ بالادعاء عن الخوارق».
في كتابه لماذا (تؤمن الناس بالأشياء الغريبة)، شرح مايكل شيرمر كيف بدأت هذه الأسطورة الحضرية، وأصبحت شائعة، ثم فقدت مصداقيّتها.

## التأثير فقد مصداقيّته
الحديث عن الانتشار المتزايد الملحوظ والمفاجئ للقردة التي تغسل البطاطا كان مبالغة عن انتشار أبطئ بكثير.
وقد لوحظ أنّ القردة الشابة التي تعلمت المهارة كانت أكثر من القردة المتقدمة في السن التي تعلمتها، وذلك من خلال المراقبة، وبعدها عندما ماتت القردة الكبيرة، فإنّ ظاهرة غسيل البطاطا انتشرت طبيعيًا بشكل متزايد مع بقاء الجيل الشاب من القردة فقط.
كما أنّ الادعاءات التي تقول بانتشار الظاهرة فجأة للجزر الأخرى يمكن أن تفنّد بأسئلة كمثل أنّه لما لا يكون واحد من القردة - على الأقل - (الذي تعلّم مهارة الغسيل) سبح لجزيرة أخرى وقضى هناك تقريبًا أربع سنوات؟
لوحظ أخيرًا أن البطاطا الحلوة لم تكن متوفرة للقردة قبل التدخل البشري.